# 西菅原町
西菅原町（にしすがわらちょう）は、名古屋市中区の地名。

## 歴史

### 町名の由来
桜天神社が所在することによる。

### 沿革
- 1871年（明治4年） - 桜ノ町筋に愛知郡西天神町として設置される[2]。
- 1876年（明治9年） - 西天神町を西菅原町に改称する[2]。
- 1878年（明治11年）12月20日 - 名古屋区編入に伴い、同区西菅原町となる[2]。
- 1889年（明治22年）10月1日 - 名古屋市成立に伴い、同市西菅原町となる[2]。
- 1908年（明治41年）4月1日 - 西区成立に伴い、同区西菅原町となる[2]。
- 1944年（昭和19年）2月11日 - 栄区成立に伴い、同区西菅原町となる[2]。
- 1945年（昭和20年）11月3日 - 栄区廃止に伴い、中区西菅原町となる[2]。
- 1966年（昭和41年）3月30日 - 中区錦一丁目・錦二丁目[2]および丸の内一丁目・丸の内二丁目[3]にそれぞれ編入され消滅。